# Pinus thunbergii
Il pino nero giapponese (Pinus thunbergii Parl.) è un albero appartenente alla famiglia delle Pinaceae.

## Descrizione

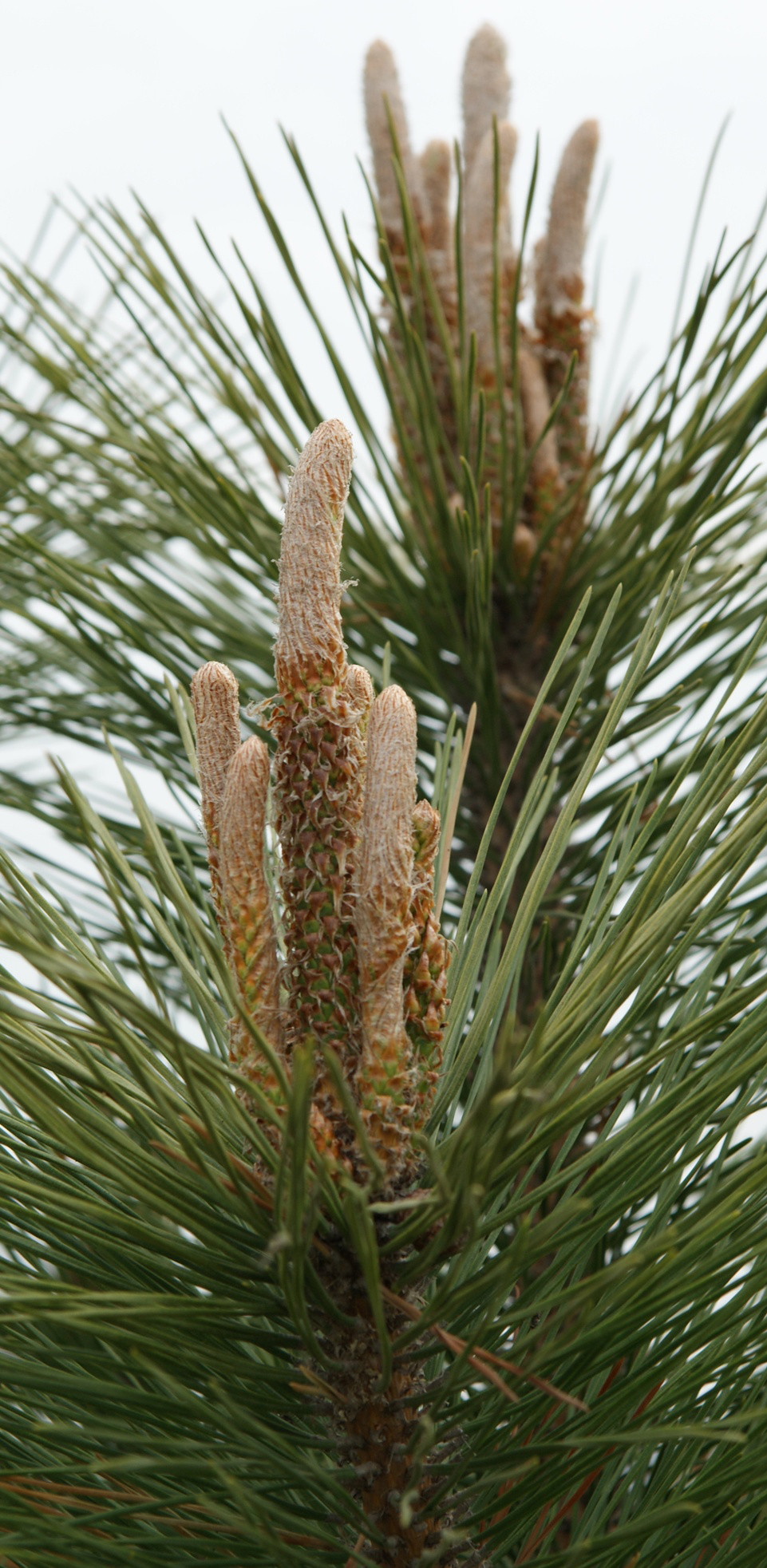
Foglie e dettaglio dei fiori maschili

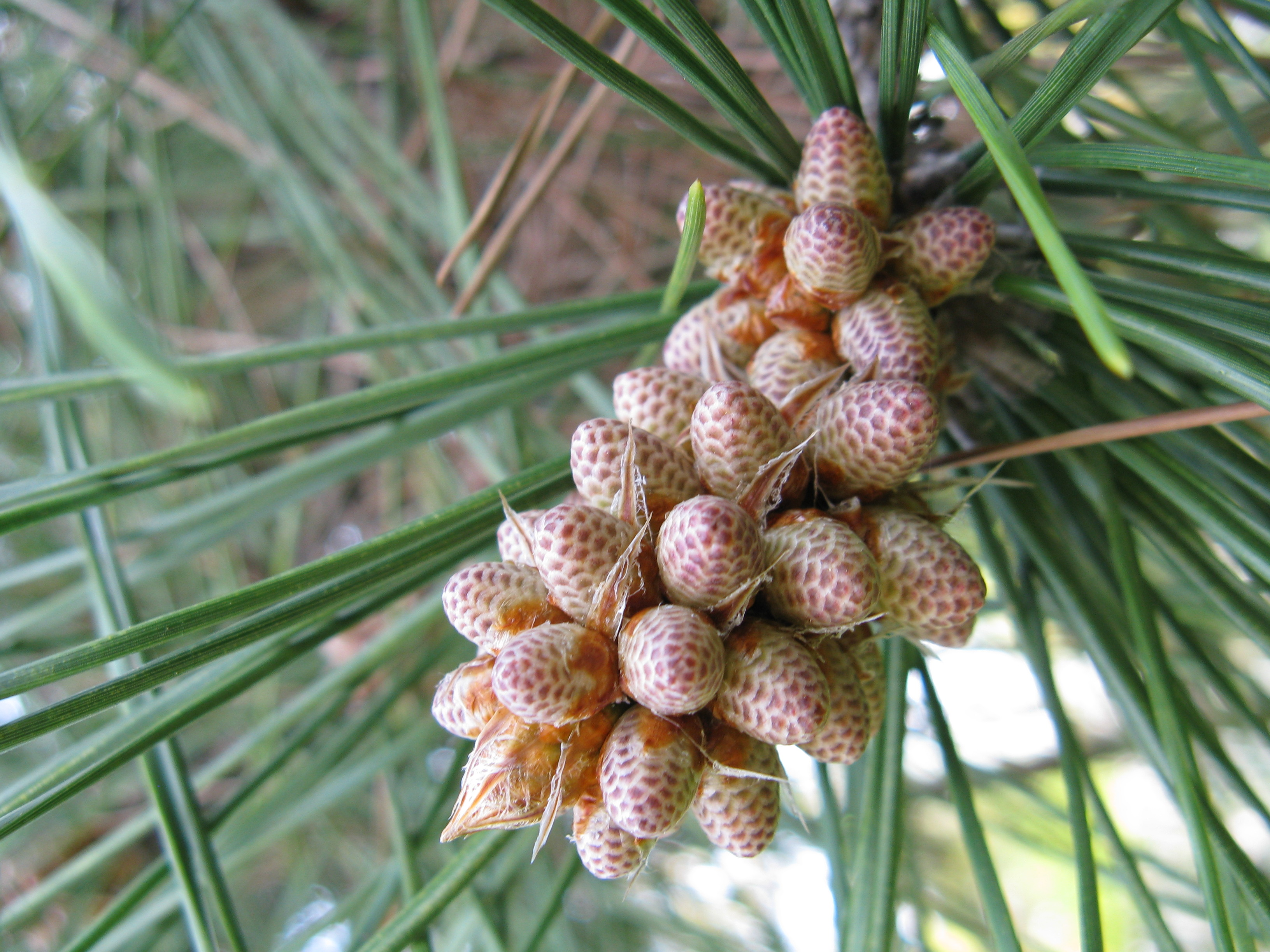
Dettaglio dei giovani coni

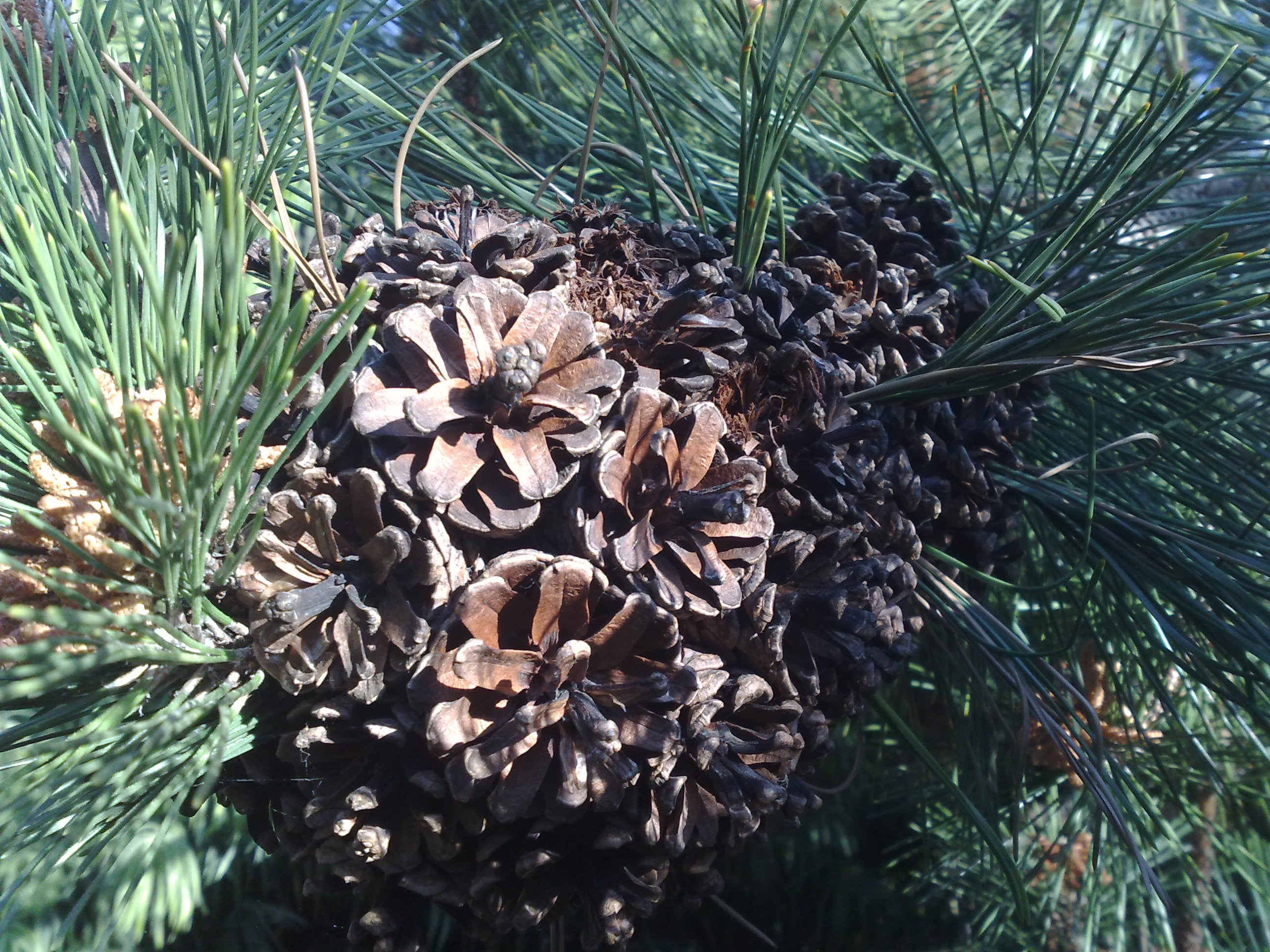
Coni maturi

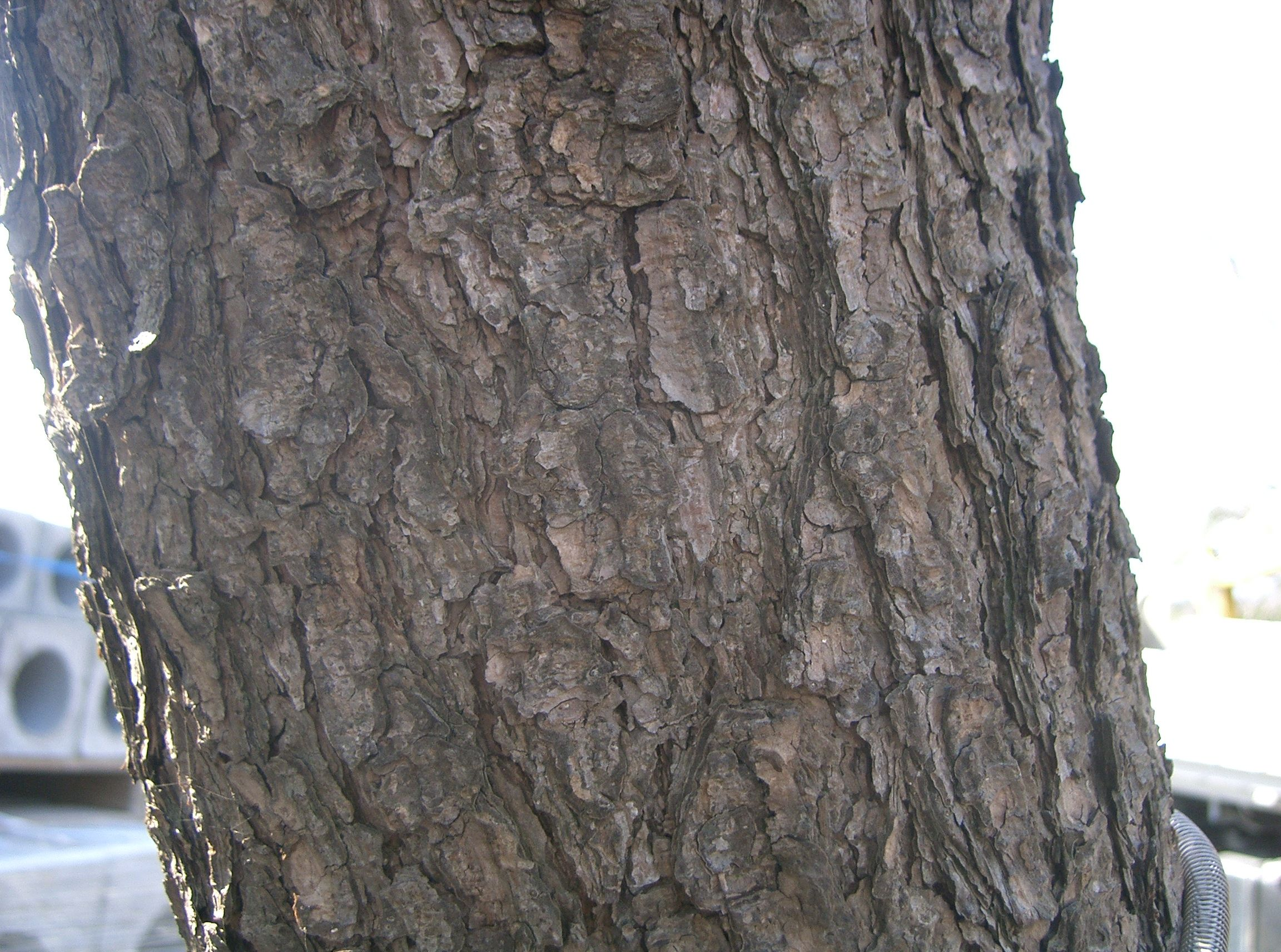
Corteccia

### Portamento
Il portamento è arboreo; la forma è a cono largo e l'albero può raggiungere i 30 metri di altezza.

### Corteccia
La corteccia è di colore grigio e tende a spaccarsi in lamine dalla forma irregolare.

### Foglie
Le foglie, lunghe fino a 10 cm, sono aghiformi e rigide. Sono piuttosto fitte, portate da rami lisci di colore giallo-marrone e raggruppate in paia.

### Strobili
Gli strobili immaturi sono di colore verde o porpora, e diventano poi marroni una volta giunti a maturità. Possono essere lunghi fino a 7 cm e hanno una forma a uovo. 

## Sporofilli
Gli sporofilli compaiono sui rami giovani all'inizio dell'estate e sono portati in grappoli separati; quelli femminili sono color rosso porpora mentre quelli maschili sono giallognoli.

## Distribuzione e habitat
Il Pinus thunbergii è originario degli habitat costieri della Cina settentrionale, della Corea e del Giappone.